# Boloria atroviolacea
Boloria atroviolacea är en fjärilsart som beskrevs av Ruggero Verity 1932. Boloria atroviolacea ingår i släktet Boloria och familjen praktfjärilar. Inga underarter finns listade i Catalogue of Life.